# Silva Twins
Darcey Silva und Stacey Silva (geboren am 23. September 1974 in Middletown, Connecticut), kollektiv auch als Darcey & Stacey oder Silva Twins bekannt, sind US-amerikanische Fernsehpersönlichkeiten und Modedesignerinnen. International bekannt wurden die eineiigen Zwillingsschwestern durch Darceys Teilnahme an der Reality-Show Dating ohne Grenzen: Countdown für die Liebe, bei der auch Stacey mehrmals als wiederkehrender Charakter auftrat. Aufgrund ihrer Popularität bekamen sie in weiterer Folge ihre eigene erfolgreiche Serie Darcey & Stacey: Achterbahn der Liebe auf TLC. Sie sind Gründerinnen des Modelabels House of Eleven.

## Privatleben und Werdegang
Darcey und Stacey Silva wurden am 23. September 1974 in Middletown, Connecticut, geboren. Ihr Vater ist Mike Silva, ihre Mutter Nancy Silva, zudem haben sie noch eine Cousine namens Monique, die ebenfalls mit ihnen im Fernsehen auftrat. Die Zwillinge hatten auch noch einen Bruder namens Michael Silva, welcher allerdings bereits am 11. Juli 1998 im Alter von 27 Jahren an Krebs gestorben ist. Darcey besuchte die University of Houston und die Marshall University, danach studierte sie Schauspielerei am Lee Strasberg Theatre and Film Institute in New York City.
Stacey Silva ist mit dem albanischen Model Florian Sukaj verheiratet; Darcey ist mit dem bulgarischen Masseur Georgi Rusev verlobt. Darcey hat zwei Töchter aus früherer Ehe mit dem amerikanischen Filialleiter Frank Bollock; Stacey hat zwei Söhne mit dem serbischen Fußballspieler Goran Vasic, mit dem sie verheiratet war. Beide Schwestern ließen sich am selben Tag von ihrem jeweiligen Mann scheiden.

## TV-Karriere
Bereits 2010 war eine Reality-Show namens The Twin Life mit den Silva-Zwillingen als Hauptdarstellerinnen geplant, in der es um den Alltag der beiden, insbesondere als Mütter und Ehefrauen, gehen sollte, allerdings kam die Serie nie über eine Pilotfolge hinaus und es wurde in den Medien vorerst still um die Schwestern.
Im Jahre 2017 nahm Darcey Silva an der Reality-Show Dating ohne Grenzen: Countdown für die Liebe (90 Day Fiancé: Before the 90 Days), einem Spin-off des erfolgreichen TLC-Formates In 90 Tagen zum Altar (90 Day Fiancé), teil. In dieser werden verschiedene Paare verfolgt, die versuchen, ihre Fernbeziehungen in physische zu verwandeln. Darcey war dabei in den ersten vier der bislang erschienenen Staffeln zu sehen, in den ersten beiden an der Seite des Niederländers Jesse Meester und in den letzten beiden zusammen mit dem Briten Tom Brooks. Auch Stacey Silva trat in ihren Handlungssträngen immer wieder auf und wurde zu einem beliebten Nebencharakter. Die Zwillinge galten durch ihre direkte Art und ihren extravaganten Style als Fan-Favoriten und erreichten eine hohe Popularität unter den Zuschauern.
Im Jahre 2020 erhielten die zwei Schwestern aufgrund ihrer anhaltenden Beliebtheit ihre eigene Reality-Show auf dem Sender, Darcey & Stacey: Achterbahn der Liebe (Darcey & Stacey). Die Serie bebildert das Privatleben der beiden glamourös lebenden Frauen, zeigt ihre Familie sowie ihre neuen Beziehungen und dokumentiert ihre Arbeit mit dem Modelabel House of Eleven. Die erste Episode der Show erreichte eine Zuschauerschaft von 2,1 Millionen, und auch sämtlichen anderen Episoden der ersten Staffel gelangen Zahlen im siebenstelligen Bereich. Die zweite Staffel lief im Juli 2021 an und verzeichnete bei der ersten Folge zunächst lediglich ein Publikum von 680.000 Leuten, im Verlauf der Staffel steigerte sich dies jedoch und es konnten vereinzelt bis zu 1,16 Millionen Zuschauer erreicht werden. Eine dritte Staffel wurde von TLC in Auftrag gegeben.

## Modekarriere
Die Silva Twins gründeten 2010 ihr Modelabel House of Eleven. Diese Marke riefen die beiden bereits vor ihrer TV-Präsenz ins Leben, und sie konnten diese nach eigener Aussage bereits zuvor in Läden vertreiben und Erfolge verbuchen, allerdings haben die Auftritte in Dating ohne Grenzen für einen deutlichen Boost an der Nachfrage gesorgt und den Bekanntheitsgrad erhöht. Der Brandname wurde als Tribut an ihren Bruder gewählt, der sowohl an einem elften des Monats geboren wurde als auch verstarb. Die Marke wurde unter anderem von Prominenten wie Demi Lovato, Nicki Minaj, Jessica Alba und Jeannie Mai getragen.

## Musikkarriere
2018 veröffentlichten die beiden Schwestern unter dem Namen Silva Twins eine Single namens Lock Your Number, ein Popsong mit Rapeinlagen. 2019 folgte mit Always in My Heart eine Ballade, die ihrem verstorbenen Bruder gewidmet ist, 2021 ein Dance-Pop-Song namens Doing It Big. Alle drei Songs konnten keine kommerziellen Erfolge erzielen und wurden negativ rezipiert.

## Filmografie

### TV-Serien
- 2010: The Twin Life (Pilotfolge)
- 2017–2020: Dating ohne Grenzen: Countdown für die Liebe
- Seit 2020: Darcey & Stacey: Achterbahn der Liebe

## Diskografie

### Singles
- 2018: Lock Your Number
- 2019: Always in My Heart
- 2021: Doing It Big